# DFB-Pokal 2025/26
Der DFB-Pokal 2025/26 ist die 83. Austragung des Fußballpokalwettbewerbs der Männer. Das Finale wird voraussichtlich am 23. Mai 2026 im Berliner Olympiastadion stattfinden, so wie seit 1985 üblich.
Der Pokalsieger erhält einen direkten Startplatz in der Ligaphase der UEFA Europa League 2026/27. Sollte der Pokalsieger sich bereits über die Bundesliga für einen Startplatz in der Champions League oder die Europa League qualifiziert haben (Platz 1–5), rückt der Sechstplatzierte der Bundesliga 2025/26 von den Play-offs der UEFA Conference League 2026/27 in die Ligaphase der Europa League auf, und der Siebte erhält den freigewordenen Play-off-Startplatz in der Conference League.
Titelverteidiger ist der VfB Stuttgart.

## Teilnehmende Mannschaften
| Augsburg |

| Aspach |

| Bahlingen |

| Berlin 2 (3 Vereine) |

| Bielefeld |

| Bochum |

| Braunschweig |

| Bremen 7 (2 Vereine) |

| Cottbus |

| Darmstadt |

| Delmenhorst |

| Dortmund |

| Dresden |

| Düsseldorf |

| Essen |

| Frankfurt/M. |

| Freiburg |

| Fürth |

| Gelsen- kirchen 3 |

| Gütersloh |

| Halle |

| Hamburg 1 (2 Vereine) |

| Hannover |

| Heidenheim |

| Homburg |

| Illertissen |

| Kaisers- lautern |

| Karlsruhe |

| Kiel |

| Köln (2 Vereine) |

| Leipzig (2 Vereine) |

| Leverkusen |

| Lohne |

| Lotte |

| Lübeck |

| Magdeburg |

| Mainz |

| Meuselwitz |

| Mönchen- gladbach |

| München |

| Münster |

| Neuwied 5 |

| Norderstedt |

| Nürnberg |

| Paderborn |

| Pirmasens |

| Regensburg |

| Rostock |

| Saar- brücken |

| Sandhausen |

| Schweinfurt |

| Sinsheim 4 |

| Spiesen-Elversberg |

| Stahnsdorf 6 |

| Stuttgart |

| Ulm |

| Wiesbaden |

| Wolfsburg |

Für die erste Runde sind 64 Mannschaften sportlich qualifiziert, die sich wie folgt zusammensetzen:
| Bundesliga die 18 Vereine der Saison 2024/25 | 2. Bundesliga die 18 Vereine der Saison 2024/25 | 3. Liga die 4 besten teilnahmeberechtigten Mannschaften der Saison 2024/25 |
| FC Bayern München Bayer 04 Leverkusen Eintracht Frankfurt Borussia Dortmund SC Freiburg 1. FSV Mainz 05 RB Leipzig Werder Bremen VfB Stuttgart TV Borussia Mönchengladbach VfL Wolfsburg FC Augsburg 1. FC Union Berlin FC St. Pauli TSG 1899 Hoffenheim 1. FC Heidenheim Holstein Kiel (II) VfL Bochum (II) | 1. FC Köln (I) Hamburger SV (I) SV Elversberg SC Paderborn 07 1. FC Magdeburg Fortuna Düsseldorf 1. FC Kaiserslautern Karlsruher SC Hannover 96 1. FC Nürnberg Hertha BSC SV Darmstadt 98 SpVgg Greuther Fürth FC Schalke 04 Preußen Münster Eintracht Braunschweig SSV Ulm 1846 (III) SSV Jahn Regensburg (III) | Arminia Bielefeld (II) Dynamo Dresden (II) 1. FC Saarbrücken Energie Cottbus |
| Vertreter der Landesverbände 24 Vertreter der 21 Landesverbände des DFB, in der Regel die Landespokalsieger der Saison 2024/25 (1) | | |
| - Baden SV Sandhausen (IV) - Bayern (1) FV Illertissen (IV) 1. FC Schweinfurt 05 (III) - Berlin BFC Dynamo (IV) - Brandenburg RSV Eintracht 1949 (V) - Bremen SV Hemelingen (V) - Hamburg Eintracht Norderstedt (IV) - Hessen SV Wehen Wiesbaden (III)                                                       | - Mecklenburg-Vorpommern Hansa Rostock (III) - Mittelrhein Viktoria Köln (III) - Niederrhein Rot-Weiss Essen (III) - Niedersachsen (1) Blau-Weiß Lohne (IV) SV Atlas Delmenhorst (V) - Rheinland FV Engers 07 (V) - Saarland FC 08 Homburg (IV) - Sachsen 1. FC Lokomotive Leipzig (IV)                          | - Sachsen-Anhalt Hallescher FC (IV) - Schleswig-Holstein VfB Lübeck (IV) - Südbaden Bahlinger SC (IV) - Südwest FK Pirmasens (V) - Thüringen ZFC Meuselwitz (IV) - Westfalen (1) (2) Sportfreunde Lotte (IV) FC Gütersloh (IV) - Württemberg SG Sonnenhof Großaspach (IV) |
| Ligaebene der aktuellen Saison in Klammern: I = Bundesliga • II = 2. Bundesliga • III = 3. Liga • IV = Regionalliga • V = Oberliga | | |

Zweite Mannschaften und Spielgemeinschaften sind nicht teilnahmeberechtigt.

## Termine
Die Spielrunden werden voraussichtlich an folgenden Terminen ausgetragen werden:
- 1. Hauptrunde: 15. bis 18. und 26./27. Aug. 2025
- 2. Hauptrunde: 28./29. Oktober 2025
- Achtelfinale: 2./3. Dezember 2025
- Viertelfinale: 3./4. und 10./11. Februar 2026
- Halbfinale: 21./22. April 2026
- Finale in Berlin: 23. Mai 2026

## 1. Hauptrunde
Die Mannschaften wurden in zwei Lostöpfe unterteilt. Im ersten Lostopf befanden sich die Mannschaften, die in der 2. Bundesliga 2024/25 die Plätze 15 bis 18 belegt hatten, die vier besten teilnahmeberechtigten Mannschaften der 3. Liga 2024/25 sowie die Vertreter der Landesverbände. Im zweiten Topf befanden sich die 18 Bundesligisten sowie die 14 bestplatzierten Zweitligisten der Saison 2024/25. Für jede Paarung wurde eine Mannschaft aus dem ersten Topf gegen eine Mannschaft aus dem zweiten Topf gelost, wobei die Mannschaft des ersten Topfs stets das Heimrecht erhielt. Die Begegnungen der 1. Hauptrunde wurden am 15. Juni 2025 ausgelost. Die Lose wurden durch den Leichtathleten Owen Ansah gezogen, Ziehungsleiter war DFB-Vizepräsident Peter Frymuth.
30 der 32 Begegnungen finden vom 15. bis 18. August 2025 statt, die Spiele mit Beteiligung der Supercupteilnehmer FC Bayern München und VfB Stuttgart werden am 26. und 27. August 2025 ausgetragen.
| Datum                      |                               | Ergebnis                         |                              | Austragungsort                               |
| -------------------------- | ----------------------------- | -------------------------------- | ---------------------------- | -------------------------------------------- |
| Fr., 15.08.2025, 18:00 Uhr | 1. FC Saarbrücken (III)       | 1:3 (0:2)                        | 1. FC Magdeburg (II)         | Ludwigsparkstadion, Saarbrücken              |
| Fr., 15.08.2025, 18:00 Uhr | FC Gütersloh (IV)             | 0:5 (0:3)                        | 1. FC Union Berlin (I)       | Heidewaldstadion, Gütersloh                  |
| Fr., 15.08.2025, 18:00 Uhr | SG Sonnenhof Großaspach (IV)  | 0:4 (0:1)                        | Bayer 04 Leverkusen (I)      | WIRmachenDRUCK Arena, Aspach                 |
| Fr., 15.08.2025, 20:45 Uhr | Arminia Bielefeld (II)        | 1:0 (0:0)                        | Werder Bremen (I)            | SchücoArena, Bielefeld                       |
| Sa., 16.08.2025, 13:00 Uhr | BFC Dynamo (IV)               | 1:3 n. V. (1:1, 0:0)             | VfL Bochum (II)              | Stadion im Sportforum, Berlin                |
| Sa., 16.08.2025, 13:00 Uhr | FK Pirmasens (V)              | 1:2 n. V. (1:1, 0:0)             | Hamburger SV (I)             | Sportpark Husterhöhe, Pirmasens              |
| Sa., 16.08.2025, 15:30 Uhr | Bahlinger SC (IV)             | 0:5 (0:2)                        | 1. FC Heidenheim (I)         | Kaiserstuhlstadion, Bahlingen am Kaiserstuhl |
| Sa., 16.08.2025, 15:30 Uhr | Hansa Rostock (III)           | 0:4 (0:1)                        | TSG 1899 Hoffenheim (I)      | Ostseestadion, Rostock                       |
| Sa., 16.08.2025, 15:30 Uhr | SV Sandhausen (IV)            | 2:4 (2:2)                        | RB Leipzig (I)               | Hardtwaldstadion, Sandhausen                 |
| Sa., 16.08.2025, 15:30 Uhr | Eintracht Norderstedt (IV)    | 0:0 n. V. (2:3 i. E.)            | FC St. Pauli (I)             | Millerntor-Stadion, Hamburg (1)              |
| Sa., 16.08.2025, 15:30 Uhr | FV Illertissen (IV)           | 3:3 n. V. (3:3, 2:0) (6:5 i. E.) | 1. FC Nürnberg (II)          | Vöhlinstadion, Illertissen                   |
| Sa., 16.08.2025, 15:30 Uhr | SV Hemelingen (V)             | 0:9 (0:3)                        | VfL Wolfsburg (I)            | Weserstadion, Bremen (2)                     |
| Sa., 16.08.2025, 18:00 Uhr | Energie Cottbus (III)         | 1:0 (1:0)                        | Hannover 96 (II)             | LEAG Energie Stadion, Cottbus                |
| Sa., 16.08.2025, 18:00 Uhr | Sportfreunde Lotte (IV)       | 0:2 (0:1)                        | SC Freiburg (I)              | Stadion am Lotter Kreuz, Lotte               |
| Sa., 16.08.2025, 18:00 Uhr | VfB Lübeck (IV)               | 1:2 (0:1)                        | SV Darmstadt 98 (II)         | Stadion an der Lohmühle, Lübeck              |
| So., 17.08.2025, 13:00 Uhr | FV Engers 07 (V)              | 0:5 (0:2)                        | Eintracht Frankfurt (I)      | Stadion Oberwerth, Koblenz (3)               |
| So., 17.08.2025, 13:00 Uhr | Viktoria Köln (III)           | 1:3 (0:3)                        | SC Paderborn 07 (II)         | Sportpark Höhenberg, Köln                    |
| So., 17.08.2025, 15:30 Uhr | 1. FC Lokomotive Leipzig (IV) | 0:1 n. V.                        | FC Schalke 04 (II)           | Bruno-Plache-Stadion, Leipzig                |
| So., 17.08.2025, 15:30 Uhr | Blau-Weiß Lohne (IV)          | 0:2 (0:0)                        | SpVgg Greuther Fürth (II)    | Heinz-Dettmer-Stadion, Lohne (Oldenburg)     |
| So., 17.08.2025, 15:30 Uhr | SSV Jahn Regensburg (III)     | 1:2 (0:0)                        | 1. FC Köln (I)               | Jahnstadion, Regensburg                      |
| So., 17.08.2025, 15:30 Uhr | ZFC Meuselwitz (IV)           | 0:5 (0:3)                        | Karlsruher SC (II)           | bluechip-Arena, Meuselwitz                   |
| So., 17.08.2025, 15:30 Uhr | RSV Eintracht 1949 (V)        | 0:7 (0:4)                        | 1. FC Kaiserslautern (II)    | Karl-Liebknecht-Stadion, Potsdam (4)         |
| So., 17.08.2025, 15:30 Uhr | SV Atlas Delmenhorst (V)      | 2:3 (2:2)                        | Borussia Mönchengladbach (I) | Marschweg-Stadion, Oldenburg (Oldb) (5)      |
| So., 17.08.2025, 18:00 Uhr | FC 08 Homburg (IV)            | 0:2 (0:1)                        | Holstein Kiel (II)           | Waldstadion, Homburg                         |
| So., 17.08.2025, 18:00 Uhr | Hallescher FC (IV)            | 0:2 (0:0)                        | FC Augsburg (I)              | Leuna-Chemie-Stadion, Halle (Saale)          |
| So., 17.08.2025, 18:00 Uhr | SSV Ulm 1846 (III)            | 0:1 (0:0)                        | SV Elversberg (II)           | Donaustadion, Ulm                            |
| Mo., 18.08.2025, 18:00 Uhr | Dynamo Dresden (II)           | 0:1 (0:1)                        | 1. FSV Mainz 05 (I)          | Rudolf-Harbig-Stadion, Dresden               |
| Mo., 18.08.2025, 18:00 Uhr | 1. FC Schweinfurt 05 (III)    | 2:4 (1:0)                        | Fortuna Düsseldorf (II)      | Sachs-Stadion, Schweinfurt                   |
| Mo., 18.08.2025, 18:00 Uhr | Preußen Münster (II)          | 0:0 n. V. (3:5 i. E.)            | Hertha BSC (II)              | Preußenstadion, Münster                      |
| Mo., 18.08.2025, 20:45 Uhr | Rot-Weiss Essen (III)         | 0:1 (0:0)                        | Borussia Dortmund (I)        | Stadion an der Hafenstraße, Essen            |
| Di., 26.08.2025, 20:45 Uhr | Eintracht Braunschweig (II)   | –:– (–:–)                        | VfB Stuttgart (I)            | Eintracht-Stadion, Braunschweig              |
| Mi., 27.08.2025, 20:45 Uhr | SV Wehen Wiesbaden (III)      | –:– (–:–)                        | FC Bayern München (I)        | Brita-Arena, Wiesbaden                       |

- Ligaebene der aktuellen Saison in Klammern:
I = Bundesliga • II = 2. Bundesliga • III = 3. Liga • IV = Regionalliga • V = Oberliga

## 2. Hauptrunde
Die Auslosung findet am 31. August in Dortmund statt und wird von ARD live übertragen. Die Mannschaften werden wie in der 1. Hauptrunde auf zwei Töpfe verteilt. In Topf 1 befinden sich die Mannschaften der 1. und 2. Bundesliga, in Topf 2 die Mannschaften der niedrigeren Ligen. Zunächst wird je ein Los aus dem Amateurtopf und anschließend aus dem Profitopf gezogen. Die Spiele werden am 28. und 29. Oktober ausgetragen.